# Igny (Essonne)
Igny é uma comuna francesa, localizada a dezessete quilômetros a sudoeste de Paris, no departamento de Essonne na região da Ilha de França.
Da fazenda fortificada de Amblainvilliers no século XIII, passando pelos domínios dependentes de Vilgénis, pertencentes a famílias de Vigny e depois de Bourbon-Condé, Igny, depois de ter sido para o século XIX um importante local de produção de morangos e se beneficiava no século XX de muitos loteamentos sucessivos, se tornando uma comuna residencial do grande subúrbio parisiense, combinando maciços florestais, centro da cidade ao charme rural antigo e residências de pavilhões recentes. Ela é conhecida no departamento por organizar a cada ano no mês de dezembro um festival de quadrinhos reputado.
Seus habitantes são chamados de Ignissois ou Ignyssois.

## Toponímia
Iniacum, Ini em 1100, Igni no século XII, Rivus de Igniaco no início do século XIII, em um cartulário de Filipe Augusto, Igniacum em 1212 e, em 1458, Ygny em 1370.
O primeiro elemento Ign-, já fixado na forma antiga, pode ser explicado pelo antropônimo galo-romano Ignius ou Igneus. A terminação -y é resultado da evolução fonética regular do sufixo -acum depois de um nome de pessoa -i(us),. É característico de propriedade, de onde vem significado geral de "propriedade de Ignius"
Homonímia com Igney (Vosges, Igniaci 1109) e Igny-le-Jard (Marne, Igniacum 1151).

## História

### As origens
Nenhum traço nem algum vestígio antigo permanece no território anteriormente à sepultura do pároco Jean do século XII, afirmando no entanto a constituição de uma paróquia desta época. Em 1180, um senhor de Igny, Pierre de Munelles assegurou durante dois meses a guarda do castelo de Montlhéry. A primeira menção certa do lugar interveio no século XIII em um cartulário de Filipe Augusto sob o denominação de Rivus de Ignaco.

### Agricultura e fazenda fortificada

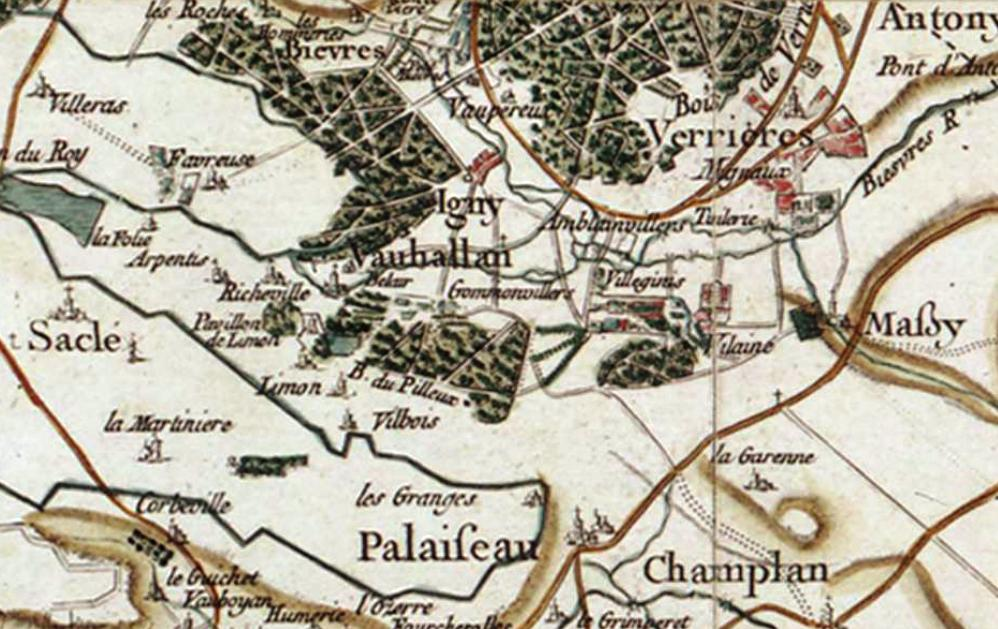
Mapa da região de Igny no século XVI.

No século XIII, foi construída a torre de vigia, que agora é a torre do sino da igreja Saint-Pierre, além da construção da fazenda fortificada de Amblainvilliers. A presença destes edifícios, tanto agrícolas e de defesa trouxe a ruína do domínio durante a guerra dos Cem Anos, a região foi devastada pelos ingleses, que tomaram posse do lugar em 1358. No século XIV, outro pároco do lugar chamado Guillaume, tornou-se senhor de Gommonvilliers.
Foi a família Du Puys que reconstruiu os domínios de Igny et Gommonvilliers. Entre os séculos XV e XVI a vila foi repovoada pela imigração bretã a partir do qual uma das famílias de lugar ilustre, os Vigny que governaram o domínio entre 1579 et 1651. Em 1584, o pintor Éloy Le Mannier veio a terminar seus dias à Igny. Em 1610, o senhor François de Vigny foi mortalmente ferido em um confronto com os camponeses no local da ponte Monseigneur sobre o riacho de Favreuse.
No entanto, a partir de 1580, o domínio foi anexado ao castelo de Vilgénis e depois vendido em 1648 a Pierre d’Albertas, que deixou a seu sobrinho, este último vendeu para o magistrado e empresário Cláudio Glucq des Gobelins. Vendido em 1744 a Élisabeth-Alexandrine de Bourbon-Condé, os domínios retornaram por herança ao príncipe Louis V José de Bourbon-Condé, forçado rapidamente para o exílio.

### Desmantelamento dos domínios e loteamento
A Revolução Francesa trouxe a divisão em parcelas dos domínios, exceção feita à vasta fazenda de Gommonvilliers que se especializou desde 1850 no cultivo de morango. Em 1822, os herdeiros Condé venderam os bosques e terras para rentistas e proprietários de terras. Em 1844, o abade Mullois fundou o orfanato na antiga fazenda Formé e o doou em 1862 à instituição Saint-Nicolas des Frères Lasalliens. Em 1883 foi concluída a via férrea da linha da Grande Ceinture, facilitando o transporte de passageiros e mercadorias. Nessa época, os artistas vieram permanecer no vale do Bièvre, incluindo em Igny Jean-Baptiste Corot, Antoine Chintreuil et Léopold Desbrosses.
Em 1904 foi organizado o primeiro loteamento do planalto do Pileu enquanto que as guinguettes foram organizadas em bancos de Bièvre. Em 1920, foi estabelecida uma participação de empresa de economia para organizar a casa própria. Em 1931, a comuna comprou a antiga maison-Dieu para instalar a prefeitura e uma sala de festas. A segunda metade do século XX viu a construção de muitos bairros residenciais e algumas habitações coletivas, como a residência dos Trois Arpents, no primeiro edifício construído na comuna.
Em 17 de fevereiro de 1950, a igreja Saint-Pierre foi listada nos monumentos históricos. Em 1958, para acompanhar o crescimento da população foi inaugurada a igreja Saint-Jean-Bosco. Em 14 de maio de 1967, o município se liga em uma associação de geminação com a cidade alemã de Lövenich, seguido em 22 de maio de 1976 pelo geminação com a cidade inglesa de Crewkerne. Em 1967 também foi renovada a igreja paroquial.

## Geminação de cidades
Igny desenvolveu associações de geminação com:
- Crewkerne (Reino Unido), desde 22 de maio de 1976, em inglês Crewkerne, localizada a 432 quilômetros[13].
- Köln-Lövenich (Alemanha) desde 14 de maio de 1967, em alemão Köln-Lövenich, localizada a 389 quilômetros[14].

## Cultura e patrimônio

### Patrimônio ambiental
Localizado no vale do Bièvre, Igny tem um ambiente natural relativamente preservado. Um grande bosque comunal é plantado a noroeste, os Bois Brûlés, que ocupam sessenta e seis hectares, completados a sudoeste por La Normandie, que ocupa dezessete hectares, parte integrante da floresta de Palaiseau. As margens do Bièvre e a floresta têm sido identificados como áreas naturais sensíveis, pelo Conselho Geral de Essonne. Duas praças recebendo os moradores, uma aux Brûlis e a outra aux Érables. A pista de caminhada GR 655 passa no extremo noroeste da comuna na borda de Bois Brûlés. No centro da cidade, o lycée horticole Saint-Nicolas dispõe de vastas áreas de cultivo em estufas.

### Patrimônio arquitetônico
Comuna a longo tempo rural e hoje totalmente integrada na aglomeração parisiense, Igny não tem monumentos arquitetônicos notáveis. O único edifício listado nos monumentos históricos é a igreja Saint-Pierre do século XIII, modificada nos século XV e registrada em 17 de fevereiro de 1950. A prefeitura hoje está localizada num edifício dos séculos XVI e XVIII, a capela Saint-Nicolas data do século XIX e a ponte Monseigneur sobre o riacho de Favreuse data do século XVI.

### Personalidades ligadas à comuna
- Claude Glucq des Gobelins (1676-1742), empresário, foi senhor de Igny.
- Jean-Baptiste Corot (1796-1875), pintor.
- Tabatha Cash (1973-), atriz pornográfica, viveu lá.
- Gilles Corre dito Erroc (1961-), autor de quadrinhos, viveu lá.